# Egybolis natalii
Egybolis natalii är en fjärilsart som beskrevs av Jean Baptiste Boisduval 1847. Egybolis natalii ingår i släktet Egybolis och familjen nattflyn. Inga underarter finns listade i Catalogue of Life.